# 陳思謙 (嘉靖進士)
陳思謙，字益撝，號碧洋，廣東潮州府揭阳县鮀江人，明朝官员、同进士出身。

## 生平
弱冠随父東溪公以乡荐入南京國子監，嘉靖四年（1525年）乙酉科廣東鄉試第一名舉人。嘉靖五年（1526年）联捷丙戌科进士，授福建浦城县知县，以考察去職。家居三年，起補撫城，在任八月，升任户部主事。丁父憂歸，卒于家。